# War Cars Construction Kit
War Cars Construction Kit is een computerspel dat werd ontwikkeld door Martin Howarth voor de Commodore 64. Het spel werd uitgebracht door Firebird in 1988. De muziek van het spel is van David Whittaker. Het spel is Engelstalig.